# 永固河
永固河，又称诗洞水，流经中华人民共和国广东省怀集县和广宁县，是绥江右岸支流，上游也称白云水，发源于怀集县南端云田村东北的天厌顶，北流至诗洞镇右纳六龙坑水后称“永固河”，继续北流过怀集县永固镇后转东流，最后于广宁县古水镇大平村的南乡口汇入绥江。干流长81千米，河道平均比降2.57‰，流域面积650平方千米。年均径流量4.23亿立方米。永固河河谷狭长，两岸山坡较陡，易发生地质灾害。